# ブー・イナーニーヤ・マドラサ (メクネス)

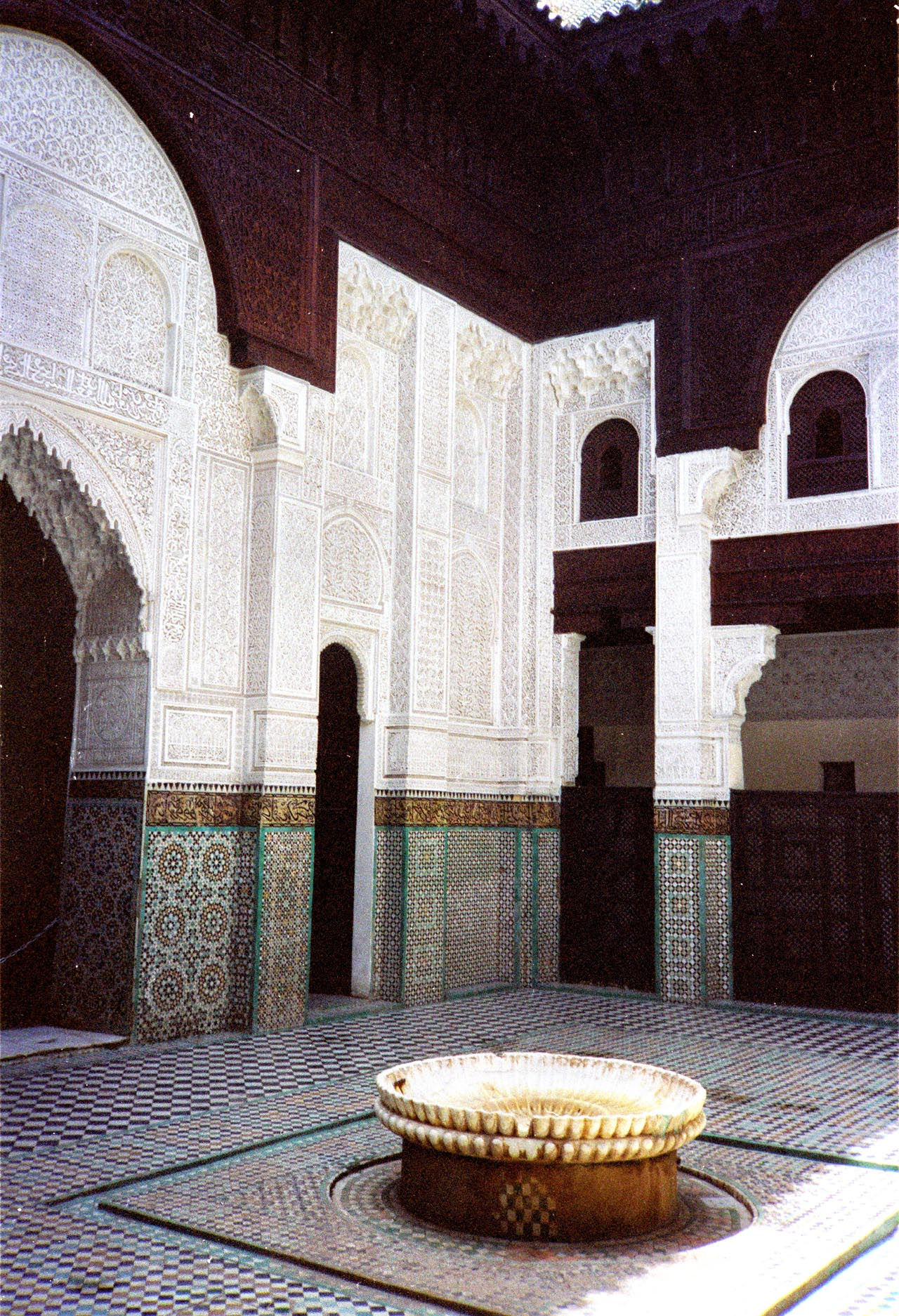
ブー・イナーニーヤ・マドラサ

ブー・イナーニーヤ・マドラサ(英: Bou Inania Madrasa、アラビア語: المدرسة البوعنانية - Al-madrasa Al-abū `inānīya) はモロッコのメクネスにあるマドラサ (イスラームの神学校) である。 1350年にマリーン朝の第12代国王アブー・イナーン・ファーリスによって建築された。彼はフェズにも同名の施設を建築している。
ブー・イナーニーヤ・マドラサは現存するマリーン朝建築物のうちイスラーム建築の代表的な作品である。柱と門はクーフィー体を用いて華麗に装飾されている。
ブー・イナーニーヤ・マドラサは礼拝堂、沐浴場、教室と中庭がある。